# Beirute
Beirute (em árabe: بيروت Bayrūt; em hebraico: ביירות Beyrut; em francês:  Beyrouth; em turco:  Beyrut; em armênio/arménio:  Պէյրութ Beyrut) é a capital e maior cidade do Líbano. Segundo estimativas de 2007, cerca de 2 milhões de habitantes moram na Grande Beirute. Localizada em uma península no Mediterrâneo, Beirute é o maior e principal porto marítimo do país.
A primeira menção desta metrópole é encontrada nas Cartas de Amarna, feitas pelos egípcios antigos, que datam do século XV a.C.. A cidade é habitada continuamente desde então. O rio Beirute percorre toda a cidade.
Beirute é sede do governo libanês e desempenha um papel central na economia local, sendo que muitos bancos e empresas mantém suas sedes no centro da cidade. Após a destrutiva Guerra Civil Libanesa, a paisagem cultural de Beirute sofreu uma grande reconstrução. Um centro financeiro local, a capital libanesa é classificada como uma cidade global beta.

## História
Uma antiga cidade fenícia, cujas ruínas se erguem perto da atual Beirute, parece ter sido a origem da capital do Líbano, importante centro econômico e cultural do Oriente Médio até a década de 1970, quando a guerra civil começou a modificar a fisionomia da cidade.
Fundada pelos fenícios no século XV a.C., Beirute foi ocupada por gregos, romanos - que a chamaram "Júlia Augusta" - e bizantinos. Famosa por sua escola de direito, foi devastada no século VI por violentos terremotos, e entrou em decadência até cair em poder dos árabes em meados do século VII.
Na época das cruzadas, cristãos e muçulmanos disputaram a cidade, que, após um período de dominação egípcia e turca, incorporou-se ao Império Otomano. Em 1830 caiu em poder do paxá egípcio Mehemet Ali. Onze anos depois, uma frota composta por forças coligadas do Reino Unido, da Áustria e da Turquia conseguiu, após violento bombardeio, restituí-la ao império turco.
Embora tenha sido um porto próspero ao longo da Idade Média e no período otomano, sua verdadeira expansão foi fruto da modernização de suas instalações portuárias e da construção da ferrovia Beirute-Damasco. Em 1946, depois de ocupada por ingleses e franceses durante a Segunda Guerra Mundial, tornou-se capital do Líbano. Em 1980, a cidade foi dividida pela "linha verde" em dois setores: o oriental, habitado quase exclusivamente por cristãos, e o ocidental, onde predominam os muçulmanos. A instalação de campos de refugiados palestinos nos arredores de Beirute contribuiu para reforçar seu caráter de cidade dividida e conturbada.
Beirute foi tradicionalmente o maior centro de comércio e comunicações do país. Assentada sobre a baía de São Jorge, no mar Mediterrâneo, ganhou importância graças ao intenso tráfego terrestre e portuário com os países vizinhos, o qual, porém, praticamente cessou com a guerra civil. Sua indústria é pouco desenvolvida, à exceção da alimentícia, da têxtil e da editorial. É sede de três universidades e conta com um museu arqueológico onde se acham expostas as descobertas feitas em Biblos.

## Geografia

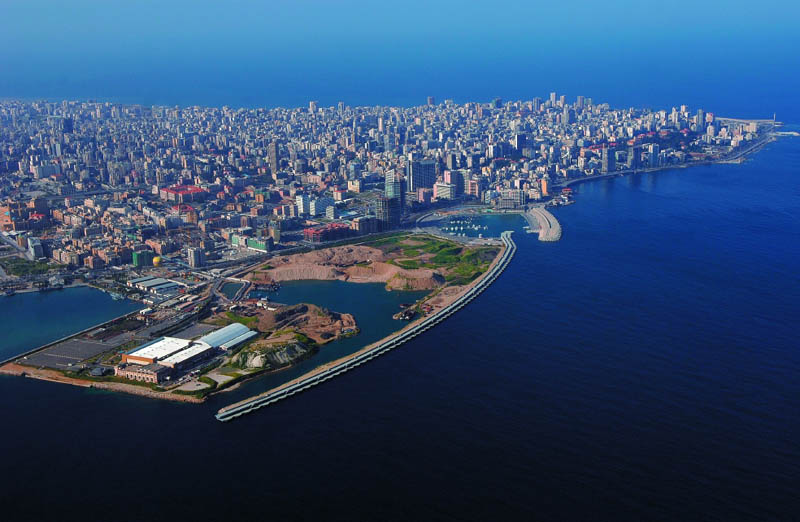
Fotografia aérea de Beirute.

Beirute está assentado sobre uma península no sudeste do mar Mediterrâneo, a cerca de 94 km a norte da fronteira Israel-Líbano. A cidade está ladeada pelo Monte Líbano e possui uma geografia triangular, sendo bastante influenciada pela sua situação em cima de duas colinas: Al-Ashrafieh e Al-Musaytibah. O município de Beirute ocupa 18 km² e a região metropolitana 67 km². A costa apresenta diversos aspectos, com praias rochosas, costa arenosa e rochedos situados um ao lado do outro.

### Clima
Beirute tem um clima mediterrâneo de verão quente (Köppen: Csa) caracterizado por dias e noites suaves. Outono e primavera são quentes, o inverno é suave e chuvoso, e o verão pode ser praticamente sem chuva. O mês de agosto é considerado o único mês muito quente, com temperatura média mensal de 32 °C, enquanto janeiro e fevereiro são os meses mais frios, com uma baixa temperatura média mensal de 11 °C. O vento predominante durante a tarde e a noite é do oeste (em terra, soprando no Mediterrâneo); à noite, inverte para o mar, soprando do país para o mar.
A precipitação média anual é de 825 milímetros, na maior parte do inverno, outono e primavera. Grande parte da chuva de outono e primavera cai em fortes chuvas em um número limitado de dias, mas no inverno é espalhado mais uniformemente durante um grande número de dias. O verão recebe muito pouca chuva, se houver. A neve é rara, exceto nos subúrbios montanhosos do leste, onde a queda de neve é comum devido às altas altitudes da região.

## Demografia

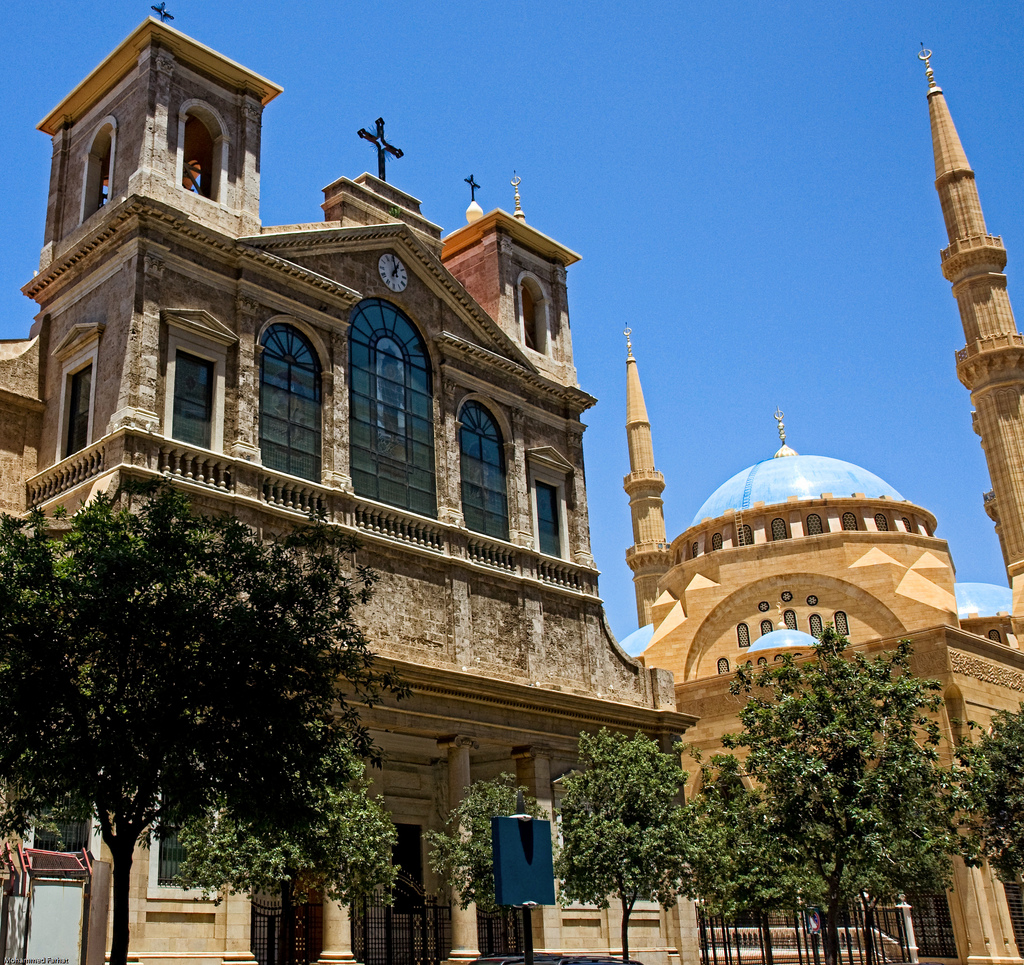
Igreja e mesquita no centro da cidade.

Não houve nenhum recenseamento da população no Líbano desde 1932 e as estimativas da população de Beirute variam de 938 940 para 1 303 129 até 2 012 000, como parte da Grande Beirute.

### Religião
Beirute é uma das cidades mais cosmopolitas e religiosamente diversas do Líbano e todo o Oriente Médio. A cidade possui importantes comunidades cristãs e muçulmanas. Em Beirute existem 18 grupos religiosos reconhecidos. No final da guerra civil, os coptas tornaram-se outra confissão reconhecida, trazendo o número total para dezoito. Os outros 17 grupos incluem quatro seitas muçulmanas: sunitas, xiitas, alauítas e drusos; 12 seitas cristãs: assírios, siríacos, católicos, siríacos ortodoxos, caldeus, maronitas, católicos romanos, católicos gregos, ortodoxos gregos, ortodoxos armênios, católicos armênios, evangélicos e seitas cristãs menores, que são consideradas um grupo único; e judeus (muito poucos permanecem no Líbano hoje, mas filhos de pais judeus libaneses podem se registrar como cidadãos nas embaixadas libanesas).

## Governo

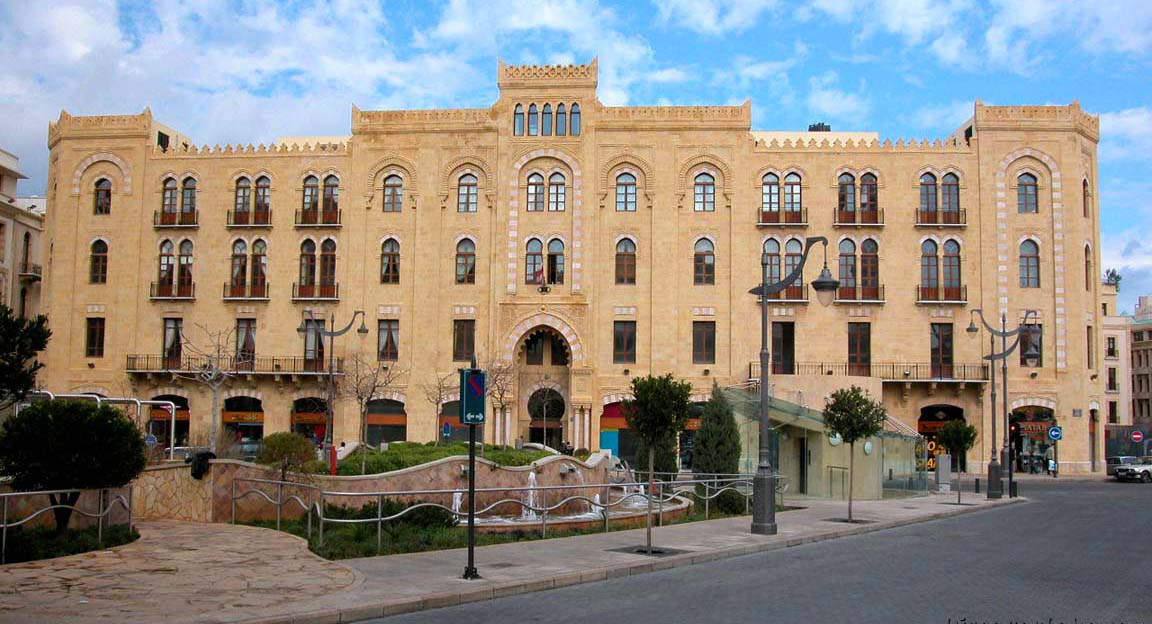
Sede da Prefeitura de Beirute.

Beirute é a capital do Líbano e é sede do governo. O Parlamento libanês, todos os ministérios e a maioria das administrações públicas, embaixadas e consulados estão presentes. A província de Beirute é um dos seis mohafazat (plural de mohafazah) do país.

### Subdivisões

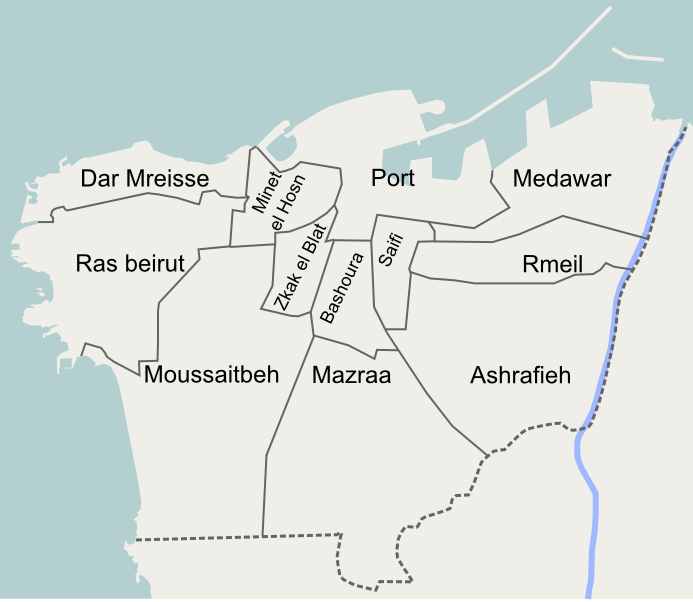
Distritos de Beirute.

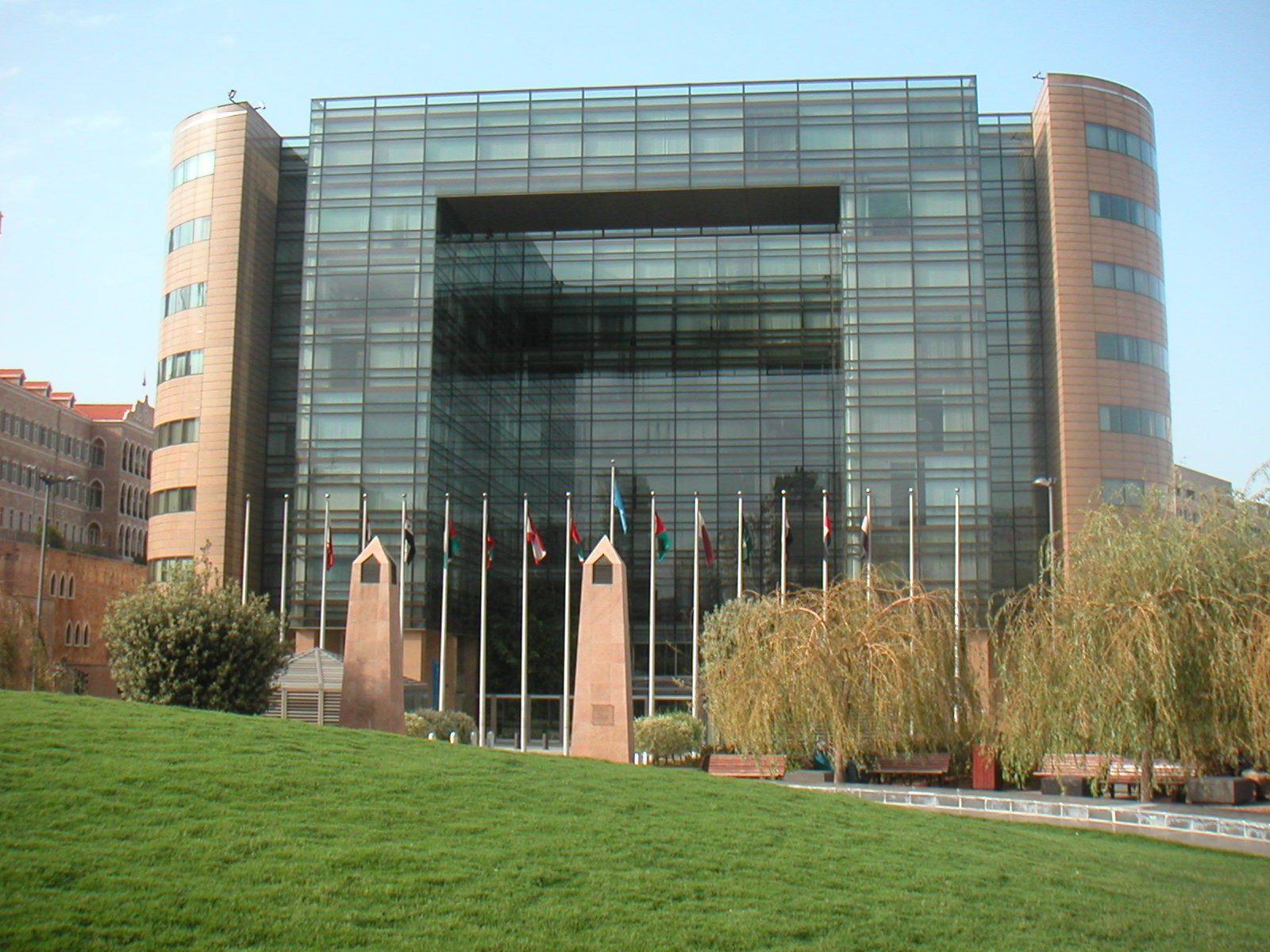
Sede da Comissão Econômica e Social das Nações Unidas para a Ásia Ocidental.

Beirute está dividida em 12 distritos:
- Achrafieh;
- Dar el Mreisse;
- Bachoura;
- Mazraa;
- Medawar;
- Minet el Hosn;
- Porto;
- Ras Beirut;
- Rmeil;
- Saifi;
- Zuqaq al-Blat.

Estes distritos são ainda divididos em setores. 

### Relações internacionais
A cidade é o lar de inúmeras organizações internacionais. A Comissão Econômica e Social das Nações Unidas para a Ásia Ocidental (CESAO) está sediada no centro de Beirute. A Organização Árabe dos Transportadores Aéreos (AACO), a União dos Bancos Árabes e a União das Bolsas de Valores Árabes também estão sediadas na cidade. A Organização Internacional do Trabalho (OIT) e a UNESCO (Organização das Nações Unidas para a Educação, a Ciência e a Cultura) possuem escritórios regionais na cidade voltados para o mundo árabe.
Beirute é geminada com as seguintes cidades:
- Túnis, Tunísia
- Amã, Jordânia
- Atenas, Grécia
- Buenos Aires, Argentina
- Yerevan, Armênia[27][28]
- Dubai, Emirados Árabes Unidos
- Isfahan, Irã[29]
- Istambul, Turquia[30]
- Cidade do Kuwait, Kuwait
- Moscou, Rússia
- Quebec City, Canadá
- Cidade do México, México
- Trípoli, Líbia
- São Paulo, Brasil

## Economia

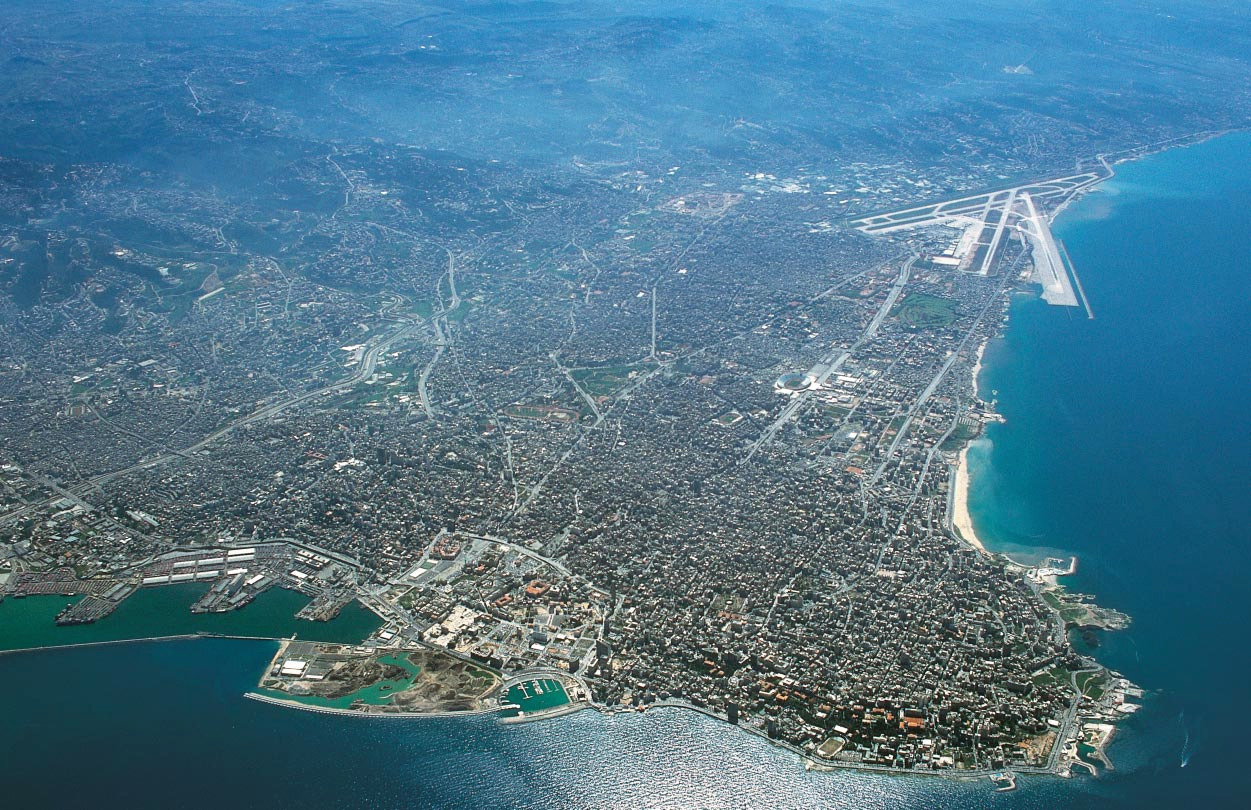
Vista aérea da cidade

A economia de Beirute é orientada para os serviços, com os principais setores de crescimento sendo o setor bancário e o turismo. Em uma área dominada por regimes autoritários ou militaristas, a capital libanesa era geralmente considerada como um paraíso do liberalismo, embora precário. Com o seu porto marítimo e o aeroporto - juntamente com o sistema econômico e cambial livre, lei de sigilo bancário e taxas de juros favoráveis - Beirute tornou-se um centro bancário estabelecido para a riqueza árabe, grande parte da qual foi investida em construção civil, empresas comerciais e indústrias (principalmente a fabricação de têxteis e sapatos, processamento de alimentos e impressão). A economia de Beirute é diversificada, incluindo publicações, bancos, comércio e diversas indústrias. Durante esse período, Beirute foi o centro de serviços financeiros da região. No início do boom do petróleo a partir da década de 1960, os bancos baseados no Líbano foram os principais receptores dos petrodólares da região.
Beirute é o ponto focal da economia do Líbano. A capital é sede da sede do Banco do Líbano, do Banco Central do Líbano, da Bolsa de Valores de Beirute, da sede da companhia aérea Middle East Airlines, da Comissão Econômica e Social das Nações Unidas para a Ásia Ocidental, da União dos Bancos Árabes e da União de Bolsas de Valores Árabes.
O sistema bancário é a espinha dorsal da economia local com um balanço de 152 bilhões de dólares no final de 2012, chegando a 3,5 vezes o PIB estimado em 43 bilhões de dólares pelo FMI. Os depósitos bancários também aumentaram em 2012 em 8% para 125 bilhões de dólares, 82% dos ativos do setor. "Os bancos ainda estão atraindo depósitos porque as taxas de juros oferecidas são superiores às da Europa e dos Estados Unidos", diz Marwan Mikhael, chefe de pesquisa no BLOM Bank.

### Turismo

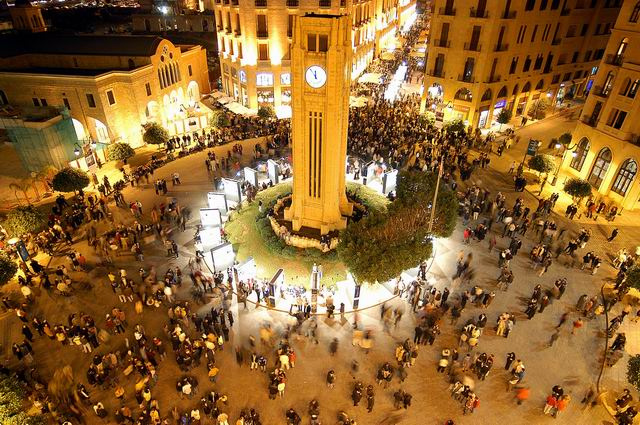
Centro histórico à noite.

A indústria do turismo em Beirute tem sido historicamente importante para a economia local e continua a ser hoje uma importante fonte de receita para a cidade e o Líbano em geral. Antes da Guerra Civil Libanesa, Beirute era amplamente considerada como "A Paris do Oriente Médio", muitas vezes citado como um centro financeiro e empresarial onde os visitantes poderiam experimentar a cultura do Mediterrâneo levantino. A atmosfera diversificada e a história antiga de Beirute tornam a cidade um importante destino que está se reconstruindo lentamente após a contínua turbulência. Embora nos últimos tempos, certos países, como os Estados Unidos, frequentemente colocam o Líbano (e Beirute em particular), dentro de sua lista de avisos de viagem devido a um grande número de atentados com carros e violência política orquestrada.
De acordo com as estatísticas turísticas de 2012, 34% dos turistas em Beirute vieram de estados da Liga Árabe, 33% vieram de países europeus (principalmente França, Alemanha e Reino Unido) e 16% da América (cerca de metade dos quais são dos Estados Unidos).